# 100Base-T

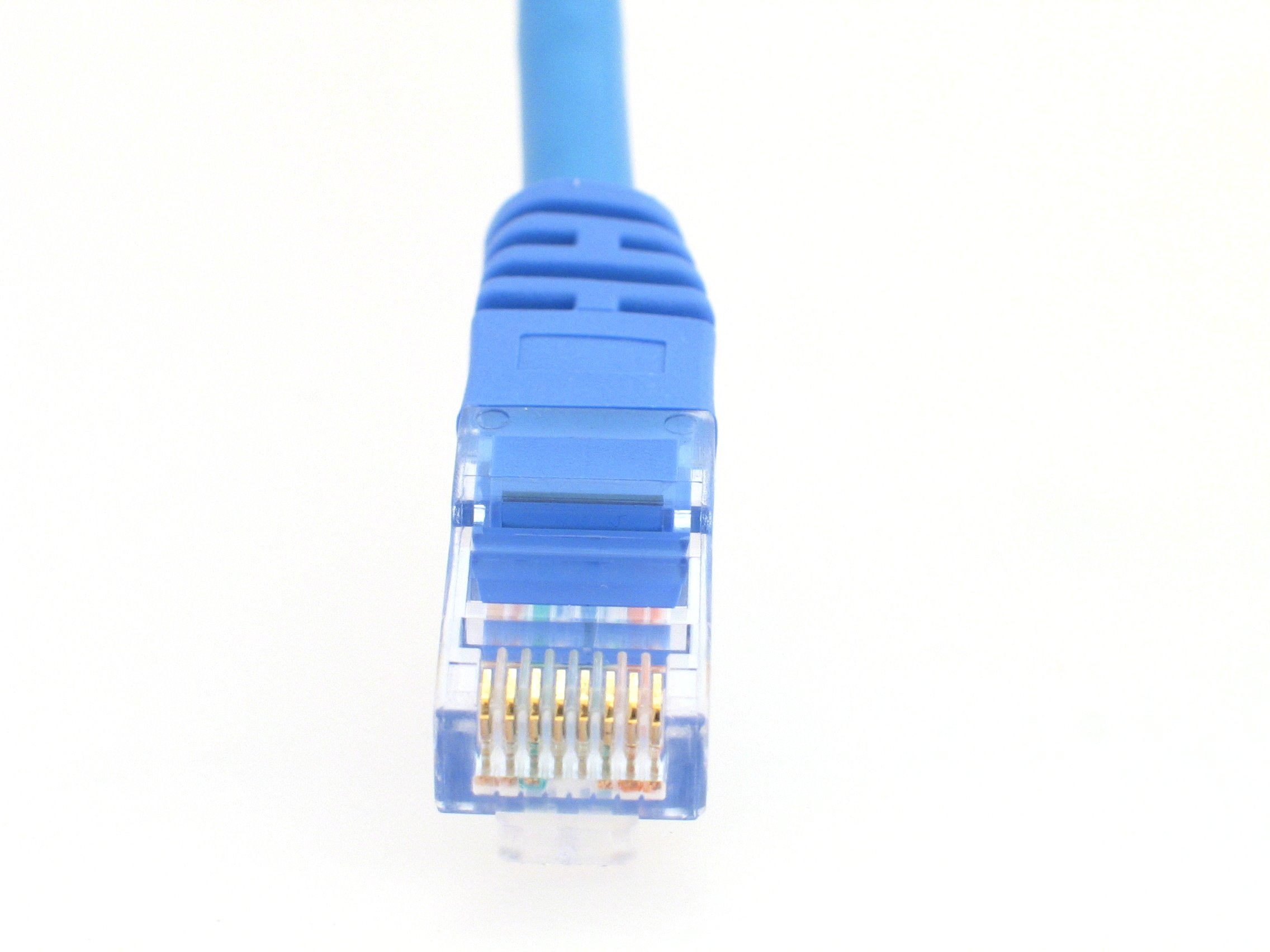
Conector RJ-45 utilizado comúnmente en redes Ethernet, como las implementaciones de 100Base-T.

100BaseT es uno de los muchos estándares existentes de Fast Ethernet de 100 Mbit/s CSMA/CD sobre cable de par trenzado, que incluye:
- 100Base-TX: 100Mbit/s sobre dos pares de hilos Cat5 o mejores.
- 100Base-T4: 100Mbit/s sobre cuatro pares de hilos Cat3 o mejores. Actualmente en desuso.
- 100Base-T2: 100Mbit/s sobre dos pares de hilos Cat3.

La longitud de segmento de un cable 100Base-T está limitada a 100 m (al igual que la del 10BaseT y la del 1000Base-T). Todos son, o fueron, estándares del IEEE 802.3 (aprobado en 1995).
Las características de 100BaseT son: 
- Una velocidad de transferencia de 100 Mbps.
- El mismo soporte de cableados que 100BaseT.
- La subcapa MAC (Ver MAC address) es idéntica a la de 10BaseT.
- Mayor consistencia ante los errores que los de 10 Mbps.
- El formato de tramas es idéntico al de 10BaseT.
- La tasa de transmisión de símbolos es de 10MBd.
- Utiliza codificación Manchester.
- Soporta Full Duplex.

La norma 10BaseT (IEEE 802.3u) se comprende de cinco especificaciones. Estas definen la subcapa (MAC), la interfaz de comunicación independiente (MII), y las tres capas físicas (100Base-TX, 100Base-T4 y 100Base-FX).

## Morfología del cable
Un nodo 100BASE-T, como puede ser un ordenador, se comunicará enviando por los pines 1 y 2, y recibirá por el 3 y el 6, al contrario de como lo hará el switch o hub al que esté conectado, que recibirá en los pines 1 y 2, y emitirá a través del 3 y el 6. Para conectar dos ordenadores directamente entre sí será necesario el uso de un cable cruzado.
La correcta conexión de estos cables ha de ser según la siguiente tabla:
| Pin | Par, T568A | Par, T568B | Cable     | Color, T568A          | Color, T568B          | RJ45 pines                              |
| --- | ---------- | ---------- | --------- | --------------------- | --------------------- | --------------------------------------- |
| 1   | 3          | 2          | positivo  | blanco/verde rayado   | blanco/naranja rayado | Plug RJ-45 con la posición de los pines |
| 2   | 3          | 2          | negativo  | verde entero          | naranja entero        | Plug RJ-45 con la posición de los pines |
| 3   | 2          | 3          | positivo  | blanco/naranja rayado | blanco/verde rayado   | Plug RJ-45 con la posición de los pines |
| 4   | 1          | 1          | (sin uso) | azul entero           | azul entero           | Plug RJ-45 con la posición de los pines |
| 5   | 1          | 1          | (sin uso) | blanco/azul rayado    | blanco/azul rayado    | Plug RJ-45 con la posición de los pines |
| 6   | 2          | 3          | negativo  | naranja entero        | verde entero          | Plug RJ-45 con la posición de los pines |
| 7   | 4          | 4          | (sin uso) | blanco/marrón rayado  | blanco/marrón rayado  | Plug RJ-45 con la posición de los pines |
| 8   | 4          | 4          | (sin uso) | marrón entero         | marrón entero         | Plug RJ-45 con la posición de los pines |

- Datos: Q1332285